# Arnošt Hönig
Arnošt Hönig (1. ledna 1928 Ráztočno – 19. června 2006 Brno) byl český stavební technik a vysokoškolský učitel, v letech 1990 až 1991 první polistopadový rektor VUT v Brně.

## Život
Narodil se v lednu 1928 v Ráztočnu ležícího několik kilometrů severně od Handlové. V letech 1934 až 1939 navštěvoval obecnou školu v Myjavě. V letech 1939 až 1942 studoval na hlavní škole Brno a v letech 1942 až 1946 byl studentem státní průmyslové školy stavební v Brně, kde složil maturitu. Po maturitní zkoušce zahájil v roce 1946 studium na Vysoké škole technické Dr. E. Beneše, kde studoval inženýrské stavitelství s vodohospodářským a kulturním zaměřením. Státní zkoušku úspěšně absolvoval v roce 1951. Poté pracoval v letech 1951 až 1953 jako asistent na Ústavu pozemního stavitelství. Již v letech 1947 až 1951 přitom již pracoval na Ústavu zdravotního inženýrství.
V roce 1954 se vrátil na svou alma mater, kde začal působit na její Katedře betonových konstrukcí a mostů, v roce 1962 pak začal pracovat na nově vzniklé Katedře stavebních a zkušebních metod. Do roku 1962 na ní působil jako odborný asistent. V roce 1962 se v oboru habilitoval v oboru betonové konstrukce. V roce 1963 začal jako expert pracovat do Mezinárodní agentury pro atomovou energii a v roce 1965 se stal členem American Nuclear Society. V roce 1968 získal titul doktora technických věd, v letech 1968 až 1969 poté působil na studijním pobytu na Purdueově univerzitě. V roce 1971 začal působit na Ústředním středisku radiační defektoskopie a v roce 1980 se stal profesorem pro obor stavební hmoty a zkušebnictví, když jím byl jmenován na Slovenské technické univerzitě v Bratislavě. Během 80. let 20. století působil jako prorektor univerzity a také vedoucí Útvaru soustředěné výstavby.
Po sametové revoluci se v roce 1990 stal prvním polistopadovým rektorem své alma mater, když ve funkci nahradil Františka Paila. Ve funkci skončil v lednu 1991, kdy byl lustrován s pozitivním výsledkem (tj. lustrací neprošel) a ve funkci jej tak nahradil Emanuel Ondráček. V letech 1991 až 1993 tak na závěr své kariéry pracoval v Ústředním středisku radiační defektoskopie. V roce 1993 odešel do důchodu. Za svou kariéru získal několik různých ocenění, v roce 1982 získal ocenění Zasloužilý učitel a ocenění Zasloužilý pracovník ministerstva stavebnictví ČSR. O rok později mu byla udělena Zlatá pamětní medaile VUT.
Zemřel v červnu 2006 v Brně.